# Армянск (городской округ)
Городско́й о́круг Армя́нск (укр. міський округ Армянськ, крымскотат. Ermeni Bazar şeer bölgesi, Эрмени Базар шеэр больгеси) — муниципальное образование в составе Республики Крым Российской Федерации. Образован на территории административно-территориальной единицы Республики Крым города республиканского значения Армянск с подчинённой ему территорией.
Административный центр округа — город Армянск.

## Состав городского округа
В таблице указаны исторические названия сёл, изменённые в 1944—1948 годах после депортации крымских народов.
| № | Населённый пункт | Историческое название | Тип                 | Население |
| - | ---------------- | --------------------- | ------------------- | --------- |
| 1 | Армянск          |                       | город, админ. центр | ↘19 917   |
| 2 | Волошино         | Кулла                 | село                | ↗152      |
| 3 | Перекоп          |                       | село                | ↗919      |
| 4 | Суворово         | Уч-Джилга             | село                | ↗1357     |

Также ранее на территории округа находилось упразднённые сёла Исходное, Щемиловка, включённое в состав Армянска Чумаково и располагавшаяся севернее села Перекоп Кантемировка. Кантемировка встречается только в Списке населённых пунктов Крымской АССР по Всесоюзной переписи 17 декабря 1926 года, согласно которому в селе Армяно-Базарского сельсовета Джанкойского района, числилось 35 дворов, все крестьянские, население составляло 150 человек, из них 84 украинца и 66 русских.

## История
Территория современного городского округа составлял до 1968 года Армянский сельский совет, с 1968 до 1993 гг. Армянский поселковый совет, с 1993 до 2014 гг.  — Армянский городской совет. Эти административно-территориальные единицы входили с 1920-х до 1945 гг. в Крымскую АССР РСФСР в составе СССР, с 1945 до 1954 гг. — в Крымскую область РСФСР в составе СССР, с 1954 до 1991 г. — в Крымскую область УССР в составе СССР, с 1991 до 2014 гг. — в Автономную Республику Крым составе Украины.
В 2014 году в составе Республики Крым Российской Федерации был образован городской округ.
Распоряжением Правительства РФ от 29 июля 2014 года № 1398-р «Об утверждении перечня моногородов» муниципальное образование включено в категорию «Монопрофильные муниципальные образования Российской Федерации (моногорода), в которых имеются риски ухудшения социально-экономического положения».

## Население
Динамика населения
(до 2014 года — наличное население поссовета и горсовета, на 2001 и с 2014 года — постоянное население):
| 1979    | 1989    | 2001    | 2009    | 2010    | 2011    | 2012    | 2013    | 2014    |
| ------- | ------- | ------- | ------- | ------- | ------- | ------- | ------- | ------- |
| 23 678  | ↗27 278 | ↘26 187 | ↘25 168 | ↘25 095 | ↘24 996 | ↘24 875 | ↘24 784 | ↘24 415 |
| 2015    | 2016    | 2017    | 2018    | 2019    | 2020    | 2021    |         |         |
| ↗24 447 | ↘24 442 | ↘24 388 | ↘24 151 | ↘23 907 | ↘23 744 | ↘22 909 |         |         |

### Урбанизация
В городских условиях (город Армянск) проживают 86,94 % населения городского округа по состоянию на начало 2021 года.
По итогам переписи населения по состоянию на 14 октября 2014 года численность постоянного населения городского округа составила 24415 человек (90,06 % из которых — городское, 9,94 % — сельское).

### Национальный состав
По данным переписей населения 2001 и 2014 годов:
| национальность  | 2001, всего, чел. | % от все- го | 2014 всего, чел. | % от все- го | % от указав- ших |
| --------------- | ----------------- | ------------ | ---------------- | ------------ | ---------------- |
| указали         |                   |              | 22422            | 91,84 %      | 100,00 %         |
| русские         | 14969             | 55,72 %      | 13754            | 56,33 %      | 61,34 %          |
| украинцы        | 9722              | 36,19 %      | 6618             | 27,11 %      | 29,52 %          |
| крымские татары | 949               | 3,53 %       | 704              | 2,88 %       | 3,14 %           |
| татары          | 87                | 0,32 %       | 307              | 1,26 %       | 1,37 %           |
| турки           |                   |              | 235              | 0,96 %       | 1,05 %           |
| белорусы        | 299               | 1,11 %       | 163              | 0,67 %       | 0,73 %           |
| азербайджанцы   | 82                | 0,31 %       | 119              | 0,49 %       | 0,53 %           |
| корейцы         |                   |              | 97               | 0,40 %       | 0,43 %           |
| армяне          | 94                | 0,35 %       | 69               | 0,28 %       | 0,31 %           |
| молдаване       | 85                | 0,32 %       | 67               | 0,27 %       | 0,30 %           |
| другие          | 580               | 2,16 %       | 289              | 1,18 %       | 1,29 %           |
| не указали      |                   |              | 1993             | 8,16 %       |                  |
| всего           | 26867             | 100,00 %     | 24415            | 100,00 %     |                  |